# トゥルク中央駅
トゥルク中央駅(フィンランド語: Turun rautatieasema、スウェーデン語: Åbo järnvägsstation)はフィンランド・トゥルク市VII地区にあるターミナル駅である。VRグループの列車によってヘルシンキやヨエンスー(ほとんどはタンペレかピエクセメキが終着)方面と結ばれている。トゥルク中央駅は年間約100万人に利用されている。
1876年にトゥルクとタンペレを結ぶ新鉄道の開業と同時に開業した。開業式にはロシアのツァーリとなるアレクサンドル3世も出席した。運行開始当初は、タンペレとトイヤラ方面への運行のみで鉄道としての役割は小さかった。1938年に初代の駅舎は解体され、より新しい現代的な駅舎が建築された。
ヘルシンキとヨエンスーへ向かう2つの幹線鉄道に加えて、ナーンタリとウーシカウプンキへの旅客輸送も扱うようになった。ナーンタリとウーシカウプンキへの鉄道は現在旅客輸送は行われていないが、貨物線として使用されている。近い将来、博物館鉄道かローカル鉄道として旅客輸送を復活させる構想もある。
ヘルシンキ中央駅とは異なり、中心街での突出したランドマークとはならずトゥルク中央駅は周りの建物に隠れて溶け込んでいるため、トゥルク市民でない旅行者などは駅の方向を見つけ難くい。